# Новозеландский военный контингент в Афганистане
Новозеландский военный контингент в Афганистане — подразделение вооружённых сил Новой Зеландии, созданное в 2002-2003 годы. В 2003 - 2014 гг. действовало в составе сил ISAF.

## История
Первые военнослужащие спецподразделения SAS прибыли в Афганистан в конце 2001 года. В 2003 году Новая Зеландия направила в Афганистан военный контингент, который действовал в составе регионального командования ISAF «Восток» в провинции Бамиан. В 2004 году было принято решение о увеличении численности контингента на 50 военнослужащих.
В оперативное подчинение контингента Новой Зеландии было передано медицинское подразделение из Малайзии, отправленное в Афганистан в июне 2010 года и прибывшее в провинцию Бамиан в августе-сентябре 2010 года.
В начале апреля 2013 года новозеландский военный контингент был выведен из Афганистана, однако в Кабуле была оставлена военная миссия в количестве 27 военнослужащих и сотрудников спецслужб. После открытия в 2013 году военной академии Афганской национальной армии (осуществлявшей подготовку офицеров для вооружённых сил Афганистана) военнослужащие Новой Зеландии принимали участие в обучении курсантов академии.
По состоянию на февраль 2014 года, общая численность новозеландских военнослужащих в Афганистане (в составе ISAF и контингента войск ООН) составляла 20 солдат и офицеров.
28 декабря 2014 года было объявлено, что операция "Несокрушимая свобода" в Афганистане завершена. Тем не менее, боевые действия продолжались и иностранные войска остались в стране - в соответствии с начатой 1 января 2015 года операцией «Решительная поддержка», хотя общая численность войск (в том числе, контингента Новой Зеландии) была уменьшена.
В мае 2020 года министерство обороны Новой Зеландии оплатило из средств военного бюджета страны работу группы контрактников по расчистке от мин участков местности в провинции Бамиан (окрестностей мест дислокации подразделений новозеландской армии, выведенных из Афганистана в 2013 году).
В июне 2020 года численность новозеландских войск в Афганистане составляла 9 военнослужащих.
В феврале 2021 года в Афганистане находилось шесть военнослужащих (три офицера в штабе НАТО и три офицера - в военной академии). 17 февраля 2021 года премьер-министр Джасинда Ардерн сообщила о том, что принято решение о завершении участия в операции в мае 2021 года.
В мае 2021 года силы "Талибан" перешли в наступление, после чего положение правительственных сил осложнилось. 15-16 августа 2021 года силы талибов окружили и заняли Кабул, и 16 августа 2021 правительство Новой Зеландии приняло решение отправить в Афганистан "около 40 военнослужащих" для оказания помощи в эвакуации из страны гражданам Новой Зеландии (в это время на территории Афганистана оставалось 53 новозеландца), иностранным подданным и афганским беженцам.
После взрывов возле кабульского аэропорта 26 августа 2021 года правительство Новой Зеландии досрочно прекратило участие в операции (хотя как сообщила премьер-министр Новой Зеландии Джасинда Ардерн, ещё не все получившие вид на жительство в Новой Зеландии афганцы были эвакуированы).

## Результаты
В военной операции в Афганистане приняли участие свыше 3500 военнослужащих и граждан Новой Зеландии.
Потери новозеландского контингента в Афганистане составляют не менее 11 военнослужащих погибшими и не менее 16 ранеными
В перечисленные выше потери не включены потери «контрактников» сил коалиции (сотрудники иностранных частных военных и охранных компаний, компаний по разминированию, операторы авиатехники, а также иной гражданский персонал, действующий в Афганистане с разрешения и в интересах стран коалиции).
- на новозеландские войска работали афганцы-переводчики[21]

В перечисленные выше потери не включены сведения о потерях в технике, вооружении и ином военном имуществе новозеландского контингента в Афганистане.
Военные расходы Новой Зеландии на участие в военной операции в Афганистане составили около 300 млн. долларов США.